# フェルザン・オズペテク
フェルザン・オズペテク（Ferzan Özpetek、1959年2月3日 イスタンブール - ）は、トルコ共和国出身の脚本家、映画監督である。現在はイタリアに住んでいる。

## 来歴・人物
1959年2月3日、トルコ共和国最大の都市イスタンブールに生まれる。1977年にイタリアへ移住し、ローマにあるローマ・ラ・サピエンツァ大学に学ぶ。のちにシルヴィオ・ダミーコ国立演劇芸術アカデミー（Accademia Nazionale d'Arte Drammatica）の演出コースに通い、やがて、マッシモ・トロイージ、マウリツィオ・ポンツィといった映画監督の助監督として働く。
1997年、『ハマム』で監督としてデビューする。かなりの批評的成功を獲得し、アメリカでも公開された。2作目の『ラスト・ハーレム』（1999年）は、オスマン帝国の最後の日々をリリカルに描写したものであった。
オズペテク監督は、ゲイであることをオープンにしており、いくつかの作品でセクシャリティの問題を扱っている。たとえば『無邪気な妖精たち』（トルコ語題Cahil Periler、2001年）では、マルゲリータ・ブイの演じるエイズ専門医が、亡くなった夫に長い間関係のあった男性の恋人（ステファノ・アコルシ）がいたことを知る話である。ショックに叩きのめされたあとで、彼とのフレンドリーな関係を築きはじめ、夫について、そして、彼女がまったく想像もできなかったゲイの世界で、彼が過ごした秘密の生活について、彼女はわかっていく。
『向かいの窓』（2003年）は、カルロヴィ・ヴァリ国際映画祭でクリスタル・グローブ賞（グランプリ）を受賞した。同作は、イタリアのヴェテラン俳優マッシモ・ジロッティの遺作となった。『聖なる心』（2005年）は、若い女性管理職の心に触れる肖像であり、亡くなった母親を通じて、彼女の魂のなかの隠された場所に到達する方法をみつけ、社会的に拒絶された人々の世話をすることに自らを捧げ始める話である。

## フィルモグラフィ
助監督（おもなもの）
- Il tenente dei carabinieri (1986) - 監督マウリツィオ・ポンツィ
- Il maestro del terrore (1988) - 監督ランベルト・バーヴァ、テレビ映画
- ラ・スコールタ La Scorta (1993) - 監督リッキー・トニャッツィ
- Anche i commercialisti hanno un'anima (1994) - 監督マウリツィオ・ポンツィ
- 生贄 Il Branco (1994) - 監督・脚本マルコ・リージ

監督
- ハマム Il Bagno turco (1997)
- ラスト・ハーレム Harem Suaré (1999)
- 無邪気な妖精たち Le Fate ignoranti (2001)
- 向かいの窓 La Finestra di fronte (2003)
- 聖なる心 Cuore Sacro (2005)
- 対角に土星 Saturno Contro (2007)
- あしたのパスタはアルデンテ Mine vaganti (2010)
- 異人たちの棲む館 Magnifica presenza (2012)
- カプチーノはお熱いうちに Allacciate le cinture (2014)
- ナポリ、熟れた情事 Napoli velata (2017)
- 幸運の女神 La dea fortuna (2019)
- 無邪気な天使たち Le fate ignoranti (2022) ※テレビシリーズ、『無邪気な妖精たち』のセルフリメイク[3][4][5]。

## 受賞歴
最優秀監督、あるいは最優秀作品賞のみをリストアップし、その他の賞、ノミネートは含まない。詳細は外部リンクを参照のこと。
- 『向かいの窓』[6]
  - ダヴィッド・ディ・ドナテッロ賞（David di Donatello）
    - 最優秀作品賞
    - 最優秀監督賞（学識審査員賞）

  - ナストロ・ダルジェント賞
    - 最優秀オリジナル脚本賞（共同脚本ジャンニ・ロモーリ）

  - カルロヴィ・ヴァリ国際映画祭
    - 最優秀監督賞
    - クリスタル・グローブ賞（グランプリ、フェルザン・オズペテク）

  - バンコク国際映画祭（Bangkok International Film Festival）
    - 最優秀作品賞

  - フォイル映画祭（Foyle Film Festival）
    - 最優秀長篇作品賞

  - リホボス・ビーチ・インディペンデント映画祭（Rehoboth Beach Independent Film Festival）観客賞
    - 最優秀長篇作品賞

  - シアトル国際映画祭（Seattle International Film Festival）
    - 最優秀作品賞

- 『ハマム』[7]
  - アンタルヤ・ゴールデン・オレンジ映画祭（Antalya Golden Orange Film Festival）
    - 最優秀作品賞
    - 最優秀監督賞

  - ナストロ・ダルジェント賞
    - 最優秀プロデューサー賞

- 『無邪気な妖精たち』[8]
  - オースティン国際ゲイ&レスビアン映画祭（Austin Gay & Lesbian International Film Festival）
    - 最優秀長篇作品賞

  - ニューヨーク・レズビアン・ゲイ・バイセクシャル・トランスジェンダー映画祭（New York Lesbian, Gay, Bisexual, & Transgender Film Festival）
    - 最優秀長篇作品賞